# Dienaba Sy
Dienaba Sy (* 27. Juni 1995 in Montivilliers) ist eine französisch-senegalesische Handballspielerin, die für die senegalesische Nationalmannschaft aufläuft.

## Karriere

### Im Verein
Sy begann das Handballspielen im Alter von zehn Jahren. Nachdem die Außenspielerin im Jugendbereich von HB Octeville-sur-Mer aktiv gewesen war, lief sie ab der Saison 2011/12 für die Zweitligamannschaft von HB Octeville-sur-Mer auf. Im Sommer 2014 wurde sie vom französischen Erstligisten OGC Nice Côte d’Azur Handball verpflichtet. Mit OGC Nice Côte d’Azur Handball stand sie im Jahr 2016 im Finale des Coupe de France sowie im Jahr 2019 im Meisterschaftsfinale, in denen sie jeweils dem Gegner unterlag.

### In Auswahlmannschaften
Sy lief für die französische Jugend- und Juniorinnennationalmannschaft auf, mit denen sie an der U-19-Europameisterschaft 2013 und an der U-20-Weltmeisterschaft 2014 teilnahm. Später entschloss sie sich für Senegal aufzulaufen. Sy nahm im Jahr 2019 an der Weltmeisterschaft teil, für die sich Senegal erstmals qualifizieren konnte. Sie erzielte im Turnierverlauf drei Treffer. Die Afrikameisterschaft 2022 schloss sie mit Senegal auf dem vierten Platz ab und qualifizierte sich dadurch für die Weltmeisterschaft 2023. Bei der WM 2023, bei der Senegal in die Hauptrunde einzog, warf Sy 13 Tore.